# Ignatianische Assoziierte
Ignatianische Assoziierte, „Ignatian Associates“ (abgekürzt "IA" oder auch "IAsj") ist eine römisch-katholische ignatianische Laienbewegung.

## Entstehung
"Ignatian Associates" entstanden 1991 in den USA als eine katholische geistliche Bewegung von Laien, Frauen und Männern, verheiratet und unverheiratet, aus den Exerzitien des Ignatius von Loyola. Patrick und Stephanie Russell (Milwaukee, USA) sind die Initiatoren dieses Weges, auf dem es um apostolische Verfügbarkeit für die Mission des Jesuitenordens geht. Diese spezifische Form der Zusammenarbeit zwischen den Laien und dem Jesuitenorden wurde vom Orden besonders durch die Generalkongregation von 1995 befürwortet.

## Gegenwart
Mittlerweile gibt es Ignatianische Assoziierte auch in Europa und Südamerika, in modifizierter Form auch in Australien. Einige leben nach den evangelischen Räten, andere in ihren Familien. Die Bewegung ist ein internationales Netzwerk in der großen ignatianischen Familie verschiedener Orden und Laiengemeinschaften wie beispielsweise der Congregation Jesu (CJ) oder der Gemeinschaft Christlichen Lebens (GCL). Die Mitgliederzahl wächst kontinuierlich. Ignatianische Assoziierte sind in zahlreichen apostolischen Aufgaben tätig, im Bereich Spiritualität, sie geben ignatianische Exerzitien, arbeiten in Ländern des Südens im sozialen und pastoralen Bereich, in der Theologie, in Lehre und Forschung, sowie in verschiedenen sozialen Initiativen. In den USA gründeten sie eine Schule für Indianerkinder in St. Paul (Minneapolis), führen ein Bildungs- und Exerzitienhaus für Latinos in Milwaukee und arbeiten in verschiedenen Werken der Jesuiten mit. Im Jahr 2008 wird die Gesellschaft Jesu die Zusammenarbeit mit den Ignatianischen Assoziierten aus ihrer Perspektive evaluieren. Das Netzwerk wird in der Folge entweder durch den Orden oder durch den Vatikanischen Laienrat auf eine dauerhafte rechtliche Basis gestellt werden.